# أندريه كون
أندريه كون هو مبارز بالسيف سويسري، ولد في 8 فبراير 1961.

## وصلات خارجية
- أندريه كوهن على موقع أوليمبيديا (الإنجليزية)